# Gene Quintano
Gene Quintano est un scénariste, réalisateur et producteur américain né en 1946 aux États-Unis.

## Filmographie

### Comme scénariste
- 1981 : Western (Comin' at Ya!), de Ferdinando Baldi
- 1983 : Le Trésor des quatre couronnes, de Ferdinando Baldi
- 1984 : Making the Grade (en), de Dorian Walker
- 1985 : Allan Quatermain et les Mines du roi Salomon (King Solomon's Mines), de J. Lee Thompson
- 1986 : Police Academy 3. Instructeurs de choc (Police Academy 3: Back in Training), de Jerry Paris
- 1987 : Police Academy 4. Aux armes citoyens (Police Academy 4: Citizens on Patrol), de Jim Drake
- 1987 : Allan Quatermain et la Cité de l'or perdu (Allan Quatermain and the Lost City of Gold), de Gary Nelson
- 1990 : Honeymoon Academy, de Gene Quintano
- 1993 : For Better or for Worse (documentaire)
- 1993 : Alarme fatale (Loaded Weapon 1), de Gene Quintano
- 1995 : Opération Dumbo Drop, de Simon Wincer
- 1995 : Mort subite (Sudden Death), de Peter Hyams
- 1998 : Un dollar pour un mort (Dollar for the Dead), de Gene Quintano (TV)
- 1999 : La Chevauchée des héros (Outlaw Justice), de Bill Corcoran (TV)
- 2001 : D'Artagnan (The Musketeer), de Peter Hyams
- 2002 : Cruelle beauté (Confessions of an Ugly Stepsister), de Gavin Millar (TV)
- 2004 : Funky Monkey, de Harry Basil

### Comme réalisateur
- 1990 : Why me? Un plan d'enfer (Why Me ?)
- 1990 : Honeymoon Academy
- 1993 : Alarme fatale (Loaded Weapon 1)
- 1998 : Un dollar pour un mort (Dollar for the Dead) (TV)

### Comme producteur
- 1981 : La Vengeance impitoyable (Comin' at Ya!), de Ferdinando Baldi (+ acteur)
- 1983 : El tesoro de las cuatro coronas, de Ferdinando Baldi (+ acteur)